# Médaille de la reine Élisabeth
La médaille de la reine Élisabeth (néerlandais : Koningin Elisabeth Medaille) était une décoration humanitaire créée par arrêté royal le 15 septembre 1915 afin de reconnaître les services exceptionnels dans l'apaisement des souffrances et soins médicaux prodigués aux victimes belges de la Première Guerre mondiale.  Son statut fut amendé et finalisé le 14 mai 1919.

## Statut
La médaille était décernée par la Belgique à ses citoyens et aux ressortissants étrangers qui, tout comme la reine Élisabeth elle-même, avaient travaillé à l'apaisement de la souffrance des victimes de la guerre pendant plus d'un an avant le 10 septembre 1919.  Bien que non limité au soins médicaux prodigués aux malades et aux blessés, les récipiendaires des corps médicaux et ceux qui travaillèrent dans les hôpitaux reçurent une version légèrement différente.  Conséquemment, un grand nombre de docteurs et d'infirmières étrangers reçurent cette marque de gratitude de la Belgique.

## Insigne
La Médaille de la reine Élisabeth était une médaille circulaire de 36 mm de diamètre avec une circonférence divisée en huit sections égales dont quatre, en diagonal, étaient légèrement retranchées d'environ 1 mm de profondeur donnant la vague impression d'une croix.  Le modèle de base était frappé de bronze mais certains récipiendaires optèrent pour des modèles en argent ou en argent dorée.  La médaille avait un rebord légèrement élevé sur ses deux faces.  Au haut de la médaille, une couronne de lauriers au centre vide supportait l'anneau de suspension.  Les médailles décernées au personnel médical portaient une croix émaillée rouge au centre de la couronne de lauriers.  
À son avers, la médaille arborait en relief le profil droit du buste de la reine Élisabeth avec l'inscription circulaire "ÉLISABETH REINE DES BELGES".  Son revers portait l'image en relief d'une infirmière assise, tenant une lampe à l'huile dans sa main droite avec l'inscription circulaire en Latin "PRO PATRIA HONORE ET CARITATE" se traduisant approximativement en "POUR LA PATRIE L'HONNEUR ET LA CHARITÉ".  Tout au bas, les millésimes "1914 - 1916".
La Médaille de la reine Élisabeth était suspendue par un anneau à un ruban gris foncé de soie moirée d'une largeur de 38 mm avec des bandes longitudinale roses de 6 mm de large à ses bordures.

## Récipiendaires (liste partielle)
- Mme Jeanne Corbes[1]
- Barbara Borsinger[2]
- Louise Deltheil (Source F. Chambon)
- Marie-Thérèse Tack (Madame Tack)[3]
- Marguerite Van de Wiele[4]
- Jeanne Delaunoy[5]

## Sources
1. Arrêté royal du 15 septembre 1915 créant la Médaille de la reine Élisabeth
2. Arrêté royal du 10 septembre 1919 amendant et finalisant le statut de la Médaille de la reine Élisabeth
3. Quinot H., 1950, Recueil illustré des décorations belges et congolaises, 4e Edition. (Hasselt)
4. Cornet R., 1982, Recueil des dispositions légales et réglementaires régissant les ordres nationaux belges. 2e Ed. N.pl., (Brussels)
5. Borné A.C., 1985, Distinctions honorifiques de la Belgique, 1830-1985 (Brussels)